# Likodra (Krupanj)
Likodra (Servisch cyrillisch Ликодра) is een plaats in de Servische gemeente Krupanj. De plaats telt 874 inwoners (2002).